# سلالة لوهارا

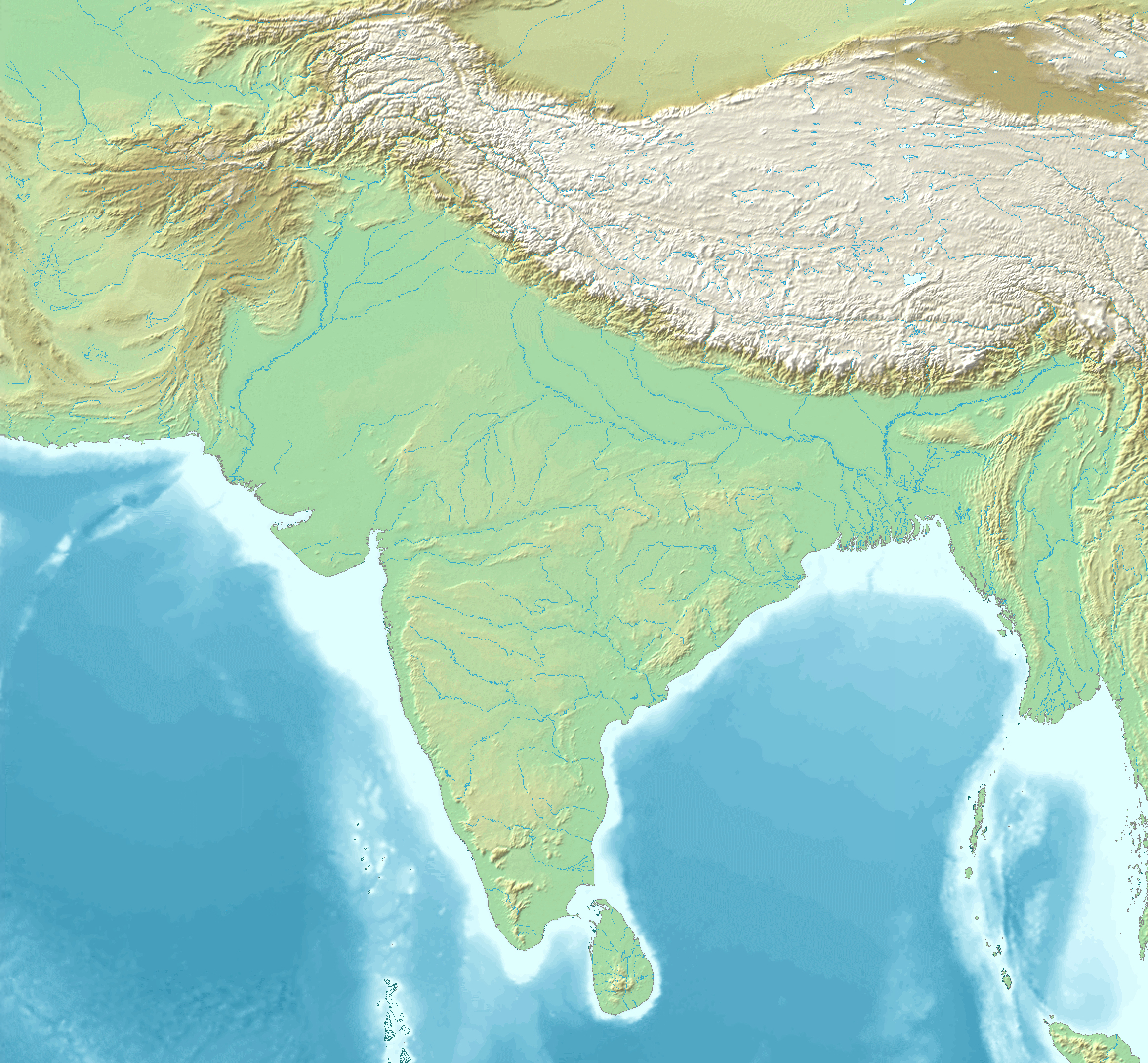
سالة لوهار هم الحكام الهندوس لكشمير ينحدرون من قبيلة خاسا

سالة لوهار هم الحكام الهندوس لكشمير وينحدرون من قبيلة خاسا، في الجزء الشمالي من شبه القارة الهندية، بين عامي 1003 و1320 ميلادي. وُصف التاريخ المبكر للسلالة في راجاتارانغيني (سجلات الملوك)، وهو عمل كتبه كالهانا في منتصف القرن الثاني عشر وتعتمد عليه أغلب إن لم يكن كل الدراسات حول المئة وخمسين سنة الأولى من عمر السلالة. تأتي المصادر الأخرى، التي قدمت معلومات إلى نهاية وفترة ما بعد السلالة، من جوناراجا وسريفارا. كان آخر حكام من السلالة ضعفاء؛ استوطن الاقتتال المهلك والفساد السلالة خلال تلك الفترة، ولم تحظَ السلالة إلا بسنوات قليلة من الاستقرار، ما جعل السلالة هشة تجاه نمو هجمات المسلمين في المنطقة.

## الأصول
وفقًا لكتاب راجاتارانغيني العائد للقرن الثاني عشر والذي ترجمه السير مارك أوريل ستاين، كانت العائلة التي يتحدر منها سادة سلالة لوهارا من قبيلة خاسا. كان مركز سلالة لوهارا سهلًا محصنًا يُدعى لوهاراكوتا، وكان الموقع الدقيق للسلالة موضوعًا للنقاش الأكاديمي لفترة طويلة. ناقش ستاين، وهو مترجم الكالهانا، بعضًا من هذه النظريات وخَلُص أن مكان السلالة يقع في الامتداد الجبلي بير بانجال، على طريق تجاري بين البنجاب الغربية وكشمير. لذا لم تكن السلالة بنفسها في كشمير ولكن في مملكة لوهارا، متمركزة حول مجموعة من القرى الكبيرة تُعرف بمجموعها باسم لوهرين، والذي كان اسمًا يتشاركه معها الوادي وفيه تموضعوا ويعبر نهر خلاله. قد تكون مملكة لوهارا امتدت إلى أودية مجاورة.
تزوجت ديدا، ابنة ملك لوهارا يُدعى سيمهارجا، ملك كشمير، كيسمغتوبا، وبالتالي توحدت المنطقتين. بالمقارنة مع مجتمعات من تلك الفترة، حظيت النساء في كشمير بمكانة عالية وعندما مات كيسمغتوبا عام 958، تولت ديدا السلطة بصفتها وصيةً على ابنها الصغير، أبهيمانيو الثاني. بعد موت أبهيمانو الثاني عام 972، تولت ديدا ذات المنصب من أجل أبنائه، نانديغوبتا، تريبهوفاناغوبتا، وبهيماغوبتا على التوالي. قتلت كل واحد من أولئك الأحفاد على حدة. بصفتها وصية تمتعت بصورة فعالة بسلطة وحيدة على المملكة، ومن خلال قتل بهيماغتوبا تعذيبًا عام 980، أصبحت الحاكمة بأمرها.
تبنت ديدا لاحقًا سامغراماراجا، ابن أخيها، ليكون وريثها في كشمير ولكنها تركت حكم لوهارا إلى فيغراهاراجا، الذي كان إما ابن شقيها أو على الأغلب أحد أشقائها. بدأت من هذا القرار سلالة لوهارا في كشمير، رغم أن فيغراهاراجا أقدم على عدة محاولات ليفرض على الآخرين حقه بتلك المنطقة إضافة إلى لوهارا. ما تبع ذلك كان ثلاثة قرون من التمردات غير المنتهية ومشاكل داخلية أيضًا.

## سلالة لوهارا الأولى

### سامغاماراجا
يُعد سامغاماراجا مؤسس سلالة لوهارا. تمكن سامغاماراجا من صد هجمات محمود الغزني ضد كشمير، ودعم الحاكم تريلوشانابالا ضد هجمات المسلمين.
تميزت فترة حكم سامغاماراجا بين 1003 ويونيو أو يوليو 1028 بصورة كبيرة في أفعال حاشيته الذين افترسوا أتباعه لإرضاء جشعهم الخاص، ومن خلال دور كبير الوزراء، تونغا. كان تونغا راعٍ سابق والذي أصبح عشيق ديدا وكبير وزرائها. سيطر على جزء كبير من السلطة بالعمل مع ديدا لإرساء سيطرتها على المملكة وتابع استخدام تلك السلطة بعد موتها. كان سامغاماراجا خائفًا منه وسمح له لسنوات عديدة أن يتصرف بطريقته. في الواقع، كان تونغا من عين العديد من المسؤولين الفاسدين الذين تابعوا لاستخراج كميات معتبرة من الثروة من سكان المملكة. كان أولئك المعينون وأفعالهم من جعل شهرة تونغا تتضاءل، وقد يكون عُمرُه ساهم أيضًا بعدم قدرته المتزايدة على التعامل مع التحديات من منافسيه داخل أو خارج البلاط الملكي. دعم سامغاماراجا بهدوء المؤامرات لإزاحة الوزير وفي النهاية قُتل تونغا؛ ومع ذلك، كان قتله فعلًا صغيرًا تجاه تحسين المسائل داخل البلاط الملكي أو في البلاد إذ تسبب موته في تدفق المفضلين عند العائلة الملكية الذين لم يكونا أقل فسادًا من أولئك الذين عينهم تونغا.

### هاريراجا وأنانتا
خلف هاريراجا ابن سامغاماراجا في الحكم ولكن حكمه لم يدم سوى 22 يومًا قبل أن يموت ويخلفه ابن آخر هو أنانتا. من المحتمل أن هاريراجا قُتل من قبل أمه شريلاخا، التي قد تكون رغبت بالاحتفاظ بالسلطة لنفسها لكنها أحبِطت بشكل الحكم من قبل أولئك الحماة لأولادها. خلال تلك الفترة حاول فيغراهاراجا مرةً أخرى للسيطرة على كشمير، آخذًا معه جيشًا للتقال في معركة قرب العاصمة في سريناغار وقُتل بعد هزيمته.
تميزت فترة حكم أنانتا بالإسراف الملكي؛ راكم الديون بصورة كبيرة لدرجة اضطراراه إلى رهن الديادم (طوق يوضع فوق رأس الملك)، ولكن عندما تدخلت ملكته، سورياماتي، تحسن الوضع. تمكنت من إزالة الديون التي راكمها زوجها باستخدام مواردها وأشرفت أيضًا على تعيين الوزراء القادرين من أجل استقرار الحكومة. في عام 1603، أجبرت أنانتا على التنحي عن العرش لصالح ابنها كالاسا. كان هذا التصرف على الأغلب للحفاظ على السلالة ولكن الاستراتيجية أثبتت فشلها بسبب عدم ملاءمة كالاسا. رُتب الأمر ليكون أنانتا الملك الفعلي رغم احتفاظ ابنه بالمنصب.

### كالاسا وأوتكارسا وهارسا
كان كالاسا ملكًا حتى عام 1089. يُعد رجلًا ضعيف النية أدخل نفسه في علاقة سفاح مع ابنته، سيطر المقربون من كالاسا في البلاط عليه وكان يقضي وقتًا قليلًا في المسائل التي تخص الحكومة في سنواته الأخيرة. حرر نفسه من الحكم الفعلي لوالده عام 1076، ما أدى بأنانتا لمغادرة العاصمة مع العديد من رجال الحاشية الملكية وحصرهم بعد ذلك في مسكنهم الجديد في فيجايسافارا. على حافة النفي وواجه زوجةً والتي حتى في مرحلة حكمه فضلت ابنها، ارنتحر أنانتا عام 1081. بعد هذه الحادثة أصلح كالاسا تصرفاته الفاسقة وبدأ الحكم بمسؤولية، إضافة إلى العمل بسياسة خارجية حسنت النفوذ الذي كانت السلالة تتمتع به على القبائل الموجودة في السهل المحيط.
واجه كالاسا صعوبات مع ابنه الأكبر، هارسا، الذي شعر أن السماح الذي ضمنه والده كان غير ناجعًا لأذواقه المسرفة. كُشفت مؤامرة هارسا لقتل كالاسا وسُجن على إثرها. أعطِي مكانه بصفته وريثًا للعرش لأخيه الأصغر أوتكارسا الذي كان أساسًا حاكمًا للوهارا. أدى الضغط الناتج عن التعامل مع قصة هارسا بكالاسا إلى التراجع عن نمط حياته المنحل ويعتقد ستاين أن ذلك ساهم بموته عام 1089. بعيدًا عن إقصائه من منصب الوريث، يعتقد حسن أن هارسا خلف والده مباشرةً، لكن ستاين قال إن أوتكارسا خلف والده وإن هارسا بقي في السجن. مع انضمام أوتكارسا للعرش، أتى توحيد المملكة مع لوهارا، كما كانوا خلال فترة حكم ديدا. عند هذه النقطة أصبح الحصن مكان السلالة.
يتفق حسن وستاين أن هارسا أصبح ملكًا عام 1089. كان أوتكارسا غير محبوبًا وخُلع بعد فترة قصيرة، من قبل أخيه غير الشقيق فيجايامالا الذي دعم هارسا وكان على رأس التمرد ضد الملك. سُجن أوتكارسا بدوره وانتحر في النهاية.